# شورش‌های هپ-هپ
شورش‌های هپ-هپ (Hep-Hep-Unruhen) در سال ۱۸۱۹ در واکنش به بهبودی وضعیت حقوقی یهودیان از شهر وورتسبرگ آغاز شد و به سرعت از مرزهای کنفدراسیون آلمان فراتر رفت.
شورش‌های خشونت‌آمیز هپ-هپ، به دلیل فریادهای هپ هپی که در دشمنی با یهودیان سر داده می‌شد، به این نام مشهور است.
در این ناآرامی‌ها بسیاری از یهودیان کشته شدند و اموال آن‌ها از بین برده شد.